# Scott Ferguson
Scott Ferguson (* 6. Januar 1973 in Camrose, Alberta) ist ein ehemaliger kanadischer Eishockeyspieler und -trainer, der im Verlauf seiner aktiven Karriere zwischen 1991 und 2008 unter anderem 229 Spiele für die Edmonton Oilers, Mighty Ducks of Anaheim und Minnesota Wild in der National Hockey League (NHL) auf der Position des Verteidigers bestritten hat. Zudem absolviere Ferguson weitere 658 Partien in der American Hockey League (AHL) und war auch für den ERC Ingolstadt in der Deutschen Eishockey Liga (DEL) aktiv.

## Karriere
Ferguson begann seine Karriere im Sommer 1990 in der kanadischen Juniorenliga Western Hockey League (WHL) bei den Kamloops Blazers. Der Linksschütze konnte sich in den folgenden Jahren kontinuierlich steigern und gewann mit dem Team im Jahr 1992 erstmals den President’s Cup, die Meisterschaft der WHL. Ebenso gewann der Verteidiger in diesem Jahr mit der Mannschaft den Memorial Cup. Beide Erfolge konnte er mit den Blazers zwei Jahre später wiederholen. In dieser Zeit war er einer der Leistungsträger im Team und erzielte in seiner letzten Saison bei den Blazers in 97 Spielen 70 Scorerpunkte. Damit gehörte er zu den punktbesten Abwehrspielern innerhalb der Mannschaft.
Der Linksschütze wurde nie gedraftet, wechselte im Jahr 1994 dennoch in die National Hockey League (NHL) zu den Edmonton Oilers, die ihn jedoch überwiegend in deren damaligen Farmteam, den Cape Breton Oilers in der American Hockey League (AHL), einsetzten. Ferguson bekam erst vier Jahre später die Chance, sich in der NHL zu beweisen. Letzten Endes wurde er allerdings nur einmal eingesetzt. Im Sommer 1998 unterschrieb der Kanadier als Free Agent einen Vertrag bei den Mighty Ducks of Anaheim. Wie bereits zuvor bei den Oilers, spielte er auch diesmal fast ausschließlich in der AHL. Bei den Cincinnati Mighty Ducks gehörte er zum Stammkader und zeigte regelmäßig ansprechende Leistungen.
Im Jahr 2000 zog es Ferguson zurück zu den Edmonton Oilers, wo ihm in der Folgezeit der Durchbruch gelang. Während des Lockouts in der NHL-Saison 2004/05 spielte der Defensivakteur in der zweithöchsten schwedischen Spielklasse, der Allsvenskan. Dort absolvierte er acht Partien für Skövde IK und erzielte dabei drei Scorerpunkte. Danach kehrte er zurück in die NHL und lief fortan für die Minnesota Wild auf. Nachdem er sich dort nicht durchsetzen konnte und regelmäßig im Kader des Farmteams Houston Aeros stand, wechselte er nach einem weiteren Engagement bei den Worcester Sharks in die Deutsche Eishockey Liga (DEL) zum ERC Ingolstadt. Mit den Panthern schied er nach einer enttäuschenden Saison in der Playoff-Qualifikation aus. Ferguson erzielte in 59 Spielen 16 Scorerpunkte. Mit Ablauf der Spielzeit 2007/08 beendete er im Alter von 35 Jahren seine aktive Eishockeykarriere. Im Anschluss an sein Karriereende wurde Ferguson im Sommer 2008 von seinem ehemaligen Juniorenteam Kamloops Blazers als Assistenztrainer verpflichtet. Dort war er drei Spielzeiten bis zum Sommer 2011 tätig.

## Erfolge und Auszeichnungen
| - 1992 President’s-Cup-Gewinn mit den Kamloops Blazers - 1992 Memorial-Cup-Gewinn mit den Kamloops Blazers - 1994 President’s-Cup-Gewinn mit den Kamloops Blazers | - 1994 WHL West Second All-Star Team - 1994 Memorial-Cup-Gewinn mit den Kamloops Blazers |

## Karrierestatistik
(Legende zur Spielerstatistik: Sp oder GP = absolvierte Spiele; T oder G = erzielte Tore; V oder A = erzielte Assists; Pkt oder Pts = erzielte Scorerpunkte; SM oder PIM = erhaltene Strafminuten; +/− = Plus/Minus-Bilanz; PP = erzielte Überzahltore; SH = erzielte Unterzahltore; GW = erzielte Siegtore; 1 Play-downs/Relegation; Kursiv: Statistik nicht vollständig)